# Catala
Catala is een geslacht van wantsen uit de familie van de Reduviidae (Roofwantsen). Het geslacht werd voor het eerst wetenschappelijk beschreven door André Villiers in 1951.

## Soorten
Het genus bevat de volgende soorten:

- Catala annulata Chlond & Junkiert, 2011
- Catala armata Villiers, 1961
- Catala flavipes Villiers, 1961
- Catala nigrina Villiers, 1961
- Catala roseonigra Villiers, 1951